# 河合ふゆみ
河合 ふゆみ（かわい ふゆみ、1978年9月29日 - ）は、日本の元グラビアアイドル、元タレント。東京都練馬区出身。愛称は「ふゆみん」。現在は、芸能界を引退している。

## TV
- GIRLS²（1999年4月 - 2000年3月、日本テレビ系）
- アイドル王（1999年7月 - 8月、TBS）
- 世にも奇妙な物語「マニュアル警察」(1999年9月)
- 王様のブランチ（2000年4月 - 2001年1月、TBS）
- 王様のお夜食（2000年4月 - 2001年1月、TBS）
- 29歳の憂うつ〜パラダイスサーティー（2000年4月 - 6月、テレビ朝日）
- 土曜ワイド劇場「警視庁女性捜査班」（2001年10月27日、テレビ朝日）
- 南国楽園ショー（2002年8月 - 9月、フジテレビ）

## 写真集
- PINK TIARA（2000年9月29日、モッツ出版） ISBN 4944214073 撮影：松本祐二

## DVD
- My Room 河合ふゆみ（2002年1月25日、GPミュージアム）
- STRIDE 河合ふゆみ（2002年4月19日、バウハウス）

### ゲーム
- 情報捜査官e－POLICE　滝静夏役